# Twistin' the Night Away (album)
| Recensione   | Giudizio     |
| ------------ | ------------ |
| AllMusic     | [ 1 ]        |
| Sputnikmusic | 4.3 (Superb) |

Twistin' the Night Away è un album discografico del cantante Soul e Rhythm and Blues statunitense Sam Cooke, pubblicato dalla casa discografica RCA Victor Records nel giugno del 1962.
L'album raggiunse la settantaquattresima posizione nella classifica R&B di Billboard, mentre nella Billboard Hot 100 il singolo che porta lo stesso titolo dell'album si piazzò al nono posto (e al primo della classifica R&B sempre di Billboard, mentre si collocò al sesto posto nella classifica britannica), That's It - I Quit - I'm Movin' On (trentunesimo posto della classifica Hot 100 e venticinquesimo posto della Chart di R&B), Somebody Have Mercy (settantesimo posto in Hot 100 e terzo posto in R&B).

## Tracce
Lato A
1. Twistin' the Night Away – 2:30 (Sam Cooke) – Registrato il 18 dicembre 1961
2. Sugar Dumpling – 2:15 (Sam Cooke) – Registrato il 15 febbraio 1962
3. Twistin' in the Kitchen with Dinah – 2:10 (Sam Cooke) – Registrato il 16 febbraio 1962
4. Somebody's Gonna Miss Me – 2:32 (Latimore Brown, Arthur Lee Reeves) – Registrato il 19 dicembre 1961
5. A Whole Lotta Woman – 2:15 (James Woodie Alexander, Lowell Jordan) – Registrato il 19 febbraio 1962
6. The Twist – 2:15 (Hank Ballard) – Registrato il 19 febbraio 1962

Lato B
1. Twistin' in the Old Town Tonight – 2:02 (Mack David) – Registrato il 19 febbraio 1962
2. Movin' and a 'Groovin' – 2:35 (Sam Cooke, Lou Rawls) – Registrato il 19 febbraio 1962
3. Camptown Twist – 2:12 (Sam Cooke) – Registrato il 16 febbraio 1962
4. Somebody Have Mercy – 2:50 (Sam Cooke) – Registrato il 15 febbraio 1962
5. Soothe Me – 2:05 (Sam Cooke) – Registrato il 19 febbraio 1962
6. That's It - I Quit - I'm Movin' On – 2:27 (Roy Alfred, Del Serino) – Registrato il 30 gennaio 1961

## Formazione
Twistin' the Night Away
- Sam Cooke - voce
- Eddie Beal - pianoforte
- Tommy Tedesco - chitarra
- Clifton White - chitarra
- Red Callender - contrabbasso
- Earl Palmer - batteria
- Jackie Kelso - sassofono tenore
- Jewell Grant - sassofono baritono
- René Hall - arrangiamento, conduttore musicale

Sugar Dumpling / Somebody Have Mercy
- Sam Cooke - voce
- Eddie Beal - piano
- René Hall - chitarra, arrangiamenti, conduttore musicale
- Tommy Tedesco - chitarra
- Clifton White - chitarra
- Ray Pohlman - contrabbasso
- Sharky Hall - batteria
- John Anderson - tromba
- John Ewing - trombone
- Plas Johnson - sassofono tenore
- Jewell Grant - sassofono baritono

Twistin' in the Kitchen with Dinah / Camptown Twist
- Sam Cooke - voce
- Marty Harris - piano
- René Hall - chitarra, arrangiamenti, conduttore musicale
- Tommy Tedesco - chitarra
- Clifton White - chitarra
- Ray Pohlman - contrabbasso
- Earl Palmer - batteria
- John Anderson - tromba
- John Ewing - trombone
- Plas Johnson - sassofono tenore
- Jewell Grant - sassofono baritono

Somebody's Gonna Miss Me
- Sam Cooke - voce
- Eddie Beal - pianoforte
- Bobby Gibbons - chitarra
- Clifton White - chitarra
- Jimmy Bond - contrabbasso
- Earl Palmer - batteria
- Stuart Williamson - tromba
- John Ewing - trombone
- Plas Johnson - sassofono tenore
- Jewell Grant - sassofono baritono
- Non accreditati - strumenti a fiato
- René Hall - arrangiamento, conduttore musicale

A Whole Lotta Woman / The Twist / Twistin' in the Old Town Tonight / Movin' and a Groovin / Soothe Me
- Sam Cooke - voce
- René Hall - chitarra, arrangiamenti, conduttore musicale
- Tommy Tedesco - chitarra
- Clifton White - chitarra
- Ray Pohlman - contrabbasso
- Earl Palmer - batteria
- John Anderson - tromba
- John Ewing - trombone
- Plas Johnson - sassofono tenore
- Jewell Grant - sassofono baritono

That's It - I Quit - I'm Movin' On
- Sam Cooke - voce
- Ernest Hayes - pianoforte
- Al Chernet - chitarra
- Charles Macey - chitarra
- Clifton White - chitarra
- Lloyd Trotman - contrabbasso
- Panama Francis - batteria
- Bobby Donaldson - percussioni
- Hinda Barnett - violino
- Frederick Buldrini - violino
- Morris Lefkowitz - violino
- Archie Levin - violino
- Ben Miller - violino
- George Ockner - violino
- Sylvan Ockner - violino
- Franklin Siegfried - violino
- Harry Urbont - violino
- Larry Altpeter - trombone
- Albert Godlis - trombone
- Frank Saracco - trombone
- Sammy Lowe - arrangiamento, conduttore orchestra[7] [8]

Note aggiuntive
- Hugo & Luigi - produttori, note retrocopertina album
- Registrato a Hollywood, California
- Al Schmitt - ingegnere delle registrazioni[9]